# Löwenbruch
Das Dorf Löwenbruch ist ein Ortsteil von Ludwigsfelde, einer Mittelstadt im brandenburgischen Landkreis Teltow-Fläming. Das bis 1997 selbständige Dorf liegt rund drei Kilometer östlich des Stadtzentrums von Ludwigsfelde und etwa 30 Kilometer südlich von Berlin. Der Ort hat 271 Einwohner (Stand: Dezember 2020) auf einer Gemarkungsfläche von 10,98 km².
Die Dorfgeschichte prägten im späten Mittelalter und in der Neuzeit bis in das 20. Jahrhundert märkische Uradels- und Adelsfamilien. In dieser Zeit hatte Löwenbruch eine größere Bedeutung als der heutige Hauptort Ludwigsfelde. Markantestes Bauwerk im Dorf ist das denkmalgeschützte Herrenhaus der Familie von dem Knesebeck aus der Zeit um 1800. Die Landschaft des landwirtschaftlich orientierten Ortes ist von einer Niederung mit Wiesen, Kanälen, Seen und Bruchwäldern geprägt.

## Geographie und Naturraum

### Verkehrsanbindung und Nachbargemeinden

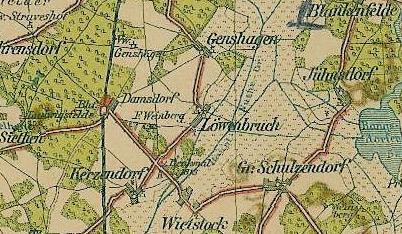
Pharusplan von 1903, noch ohne Autobahn – Damsdorf ist in Ludwigsfelde aufgegangen

Löwenbruch liegt direkt südlich der Bundesautobahn 10, dem Berliner Ring.
Durch das Dorf führt die alte Trasse der Bundesstraße 101, die Löwenbruch mit der rund einen Kilometer entfernten Autobahnanschlussstelle Genshagen verbindet. Seit ihrem vierspurigen Teilausbau zur sogenannten Gelben Autobahn umgeht die neue Trasse der B 101n den Löwenbrucher Dorfkern in einer Entfernung von rund zwei Kilometern im Westen.
Folgende Orte umgeben Löwenbruch: Im Westen die Kernstadt Ludwigsfelde, im Nordwesten/Norden der Ludwigsfelder Ortsteil Genshagen, im Nordosten und Osten die Blankenfelde-Mahlower Ortsteile Blankenfelde und Jühnsdorf, im Südosten der Ludwigsfelder Ortsteil Groß Schulzendorf und im Süden/Südwesten die Ludwigsfelder Ortsteile Wietstock und Kerzendorf.

### Naturraum

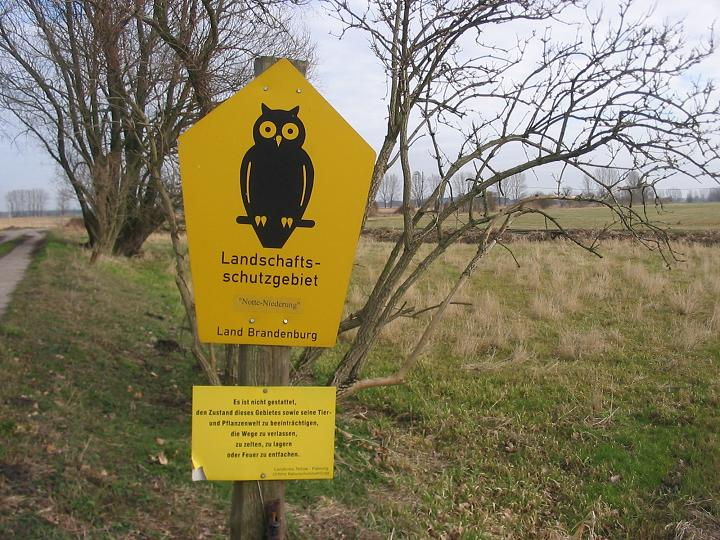
Schild Landschaftsschutzgebiet Notte-Niederung

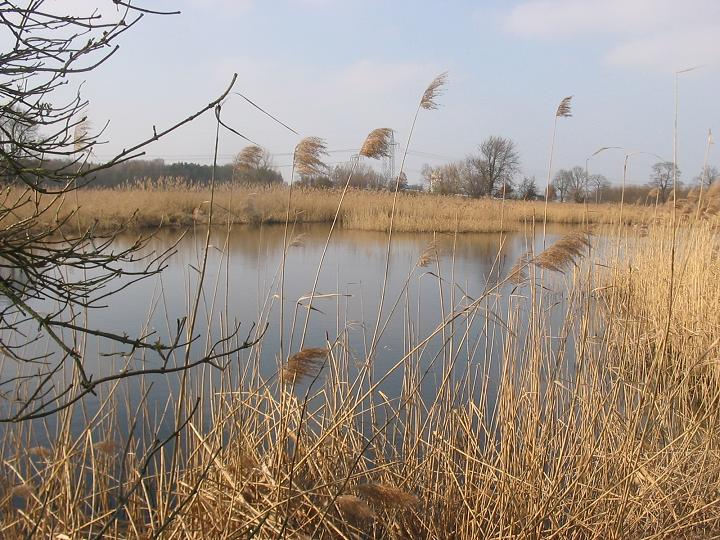
See

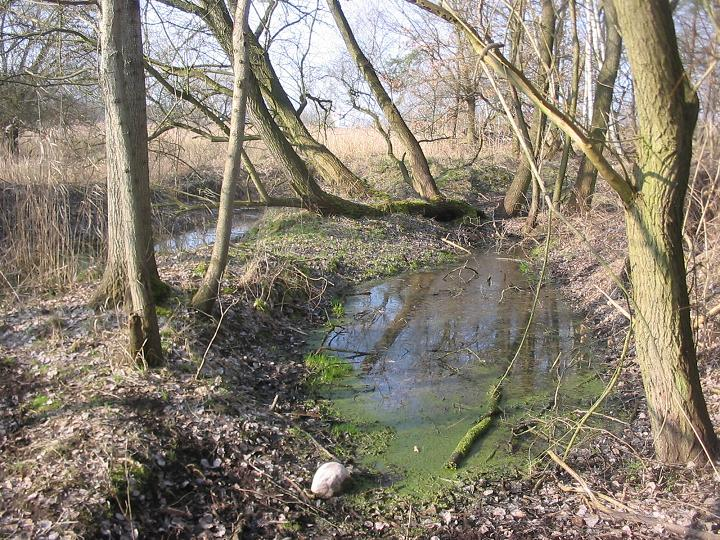
Bruchwald

Das Dorf gehört kulturräumlich zum Teltow. Die naturräumliche Zuordnung zum Teltow ist unsicher, da die südliche Begrenzung der geologischen Hochfläche Teltow unscharf ist. Im Raum Löwenbruch wird der Teltow von Niederungen zerschnitten, die zwischen der Nuthe- und Notte-Niederung von Nord nach Süd verlaufen. Das Land Brandenburg ordnet die Flurstücke eins bis vier der Löwenbrucher Gemarkung dem ausgedehnten Landschaftsschutzgebiet Notte-Niederung zu. Dabei wird als Schutzzweck u. a. „die Erhaltung, Entwicklung oder Wiederherstellung der Leistungsfähigkeit des Naturhaushaltes, insbesondere […] des regional übergreifenden Biotopverbunds, besonders zu den Niederungsflächen des Potsdamer Wald- und Seengebietes, des Nuthe-Nieplitztales, des Landschaftsschutzgebiets Diedersdorfer Heide und Großbeerener Graben, des Baruther Urstromtales sowie des Dahmetales“ herausgestellt .
Charakteristisch für die Niederung bei Löwenbruch sind weite, meist offene Wiesen, die von Feuchtwiesen, Brüchen, kleineren Bruchwäldern und Seen sowie von landwirtschaftlichen Nutzflächen durchsetzt und insbesondere im östlichen Bereich von einem ausgedehnten Grabensystem durchzogen sind. Hauptkanal ist der Nuthegraben, der über das Klärwerk Waßmannsdorf auch die südlichsten Teile Berlins und die angrenzende brandenburgischen Region, deren Wasser er unter anderem durch den Mahlower Seegraben aufnimmt, sowie die sumpfigen Gebiete um Großbeeren zur Nuthe entwässert. Plattenwege und ein Saum aus Pappeln, aus dem die Gesänge von Goldammern (Emberiza citrinella), Stieglitzen (Carduelis carduelis) und Mönchsgrasmücken (Sylvia atricapilla) zu hören sind, begleiten den Graben über weite Strecken. Auch der Pirol (Oriolus oriolus), Vogel des Jahres 1990 und in Deutschland gemäß § 10 Abs. 2 Nr. 5 und Nr. 11 BnatSchG streng geschützt, ist in der Niederung anzutreffen.

## Etymologie

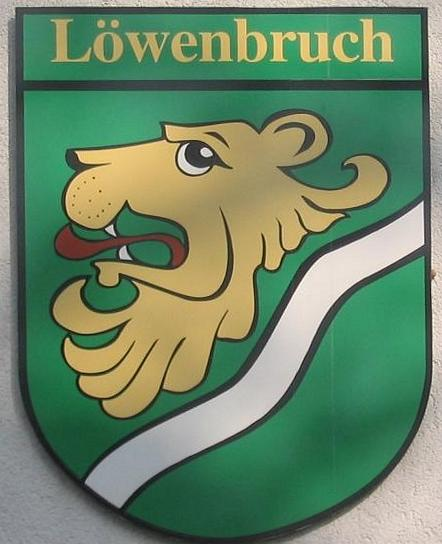
Wappen am Feuerwehrhaus

Der Name Löwenbruch hat ursprünglich keine Beziehung zum Tier Löwe, auch wenn das Wappen am Feuerwehrhaus einen Löwen zeigt und steinerne Löwen vor verschiedenen Häusern stehen. Der Name ist ein Flurname und bedeutet so viel wie tiefes Bruch. Der Wortbestandteil bruch steht für das Bruchgebiet als feuchtes, sumpfiges Gelände. Löwen ist eine abgeleitete Form aus dem Mittelniederdeutschen Lawen, Lowen, Lewen oder Leuen. Laut dem Namensforscher Gerhard Schlimpert gehört das Bestimmungswort entweder zu lo (loh, loch) mit der Bedeutung Gehölz, Busch, Waldwiese, Waldaue oder zu lo (lowe, louwe, louwenstück) mit der Bedeutung Ackerstück, wo früher Wald gestanden hat.
Die älteste überlieferte schriftliche Erwähnung Löwenbruchs stammt aus dem Jahr 1346 als Lawenbruch. 1450 findet sich der Name Lowenbruke, 1462 Lawenbruck, 1480 Lowenbruck und 1583 Lewenbruch. 1775 und 1828 ist das Dorf dann als Löwenbruch vermerkt, 1775 auch als Leuenbruch.

## Geschichte
Löwenbruch hatte bis in das 19. Jahrhundert eine wesentlich größere Bedeutung als Ludwigsfelde beziehungsweise die lange wüst gefallene Ludwigsfelder Vorgängersiedlung Damsdorf. Über das 1750/1753 neu begründete Ludwigsfelde heißt es 1800: Kolonie bei Löwenbruch, die mit Damsdorf einen Ort ausmacht.

### Frühe Besiedlung
Die feuchte, fruchtbare Niederung bei Löwenbruch zog schon sehr früh Siedler an. Die Denkmalliste des Landes Brandenburg führt eine Reihe von Fundstellen in Löwenbruch an, darunter eine Siedlung aus der Ur- und Frühgeschichte, einen Rast- und Werkplatz aus der Steinzeit, ein Großsteingrab aus dem Neolithikum, Siedlungsplätze aus der Bronzezeit sowie Gräberfelder und Siedlungen aus der Eisenzeit. Ferner wurde eine Siedlung zur Zeit der Römischen Kaiserzeit nachgewiesen. Aus dem slawischen Mittelalter gibt es Bodendenkmäler für Siedlungen auf den Flurstücken Nr. 1 und 5. Deutsche mittelalterliche Siedlungen entstanden mit dem Landesausbau im Zuge der Ostkolonisation im 12./13. Jahrhundert auf den Stücken Nr. 1 und 4.

### Gutsherren bis 1749

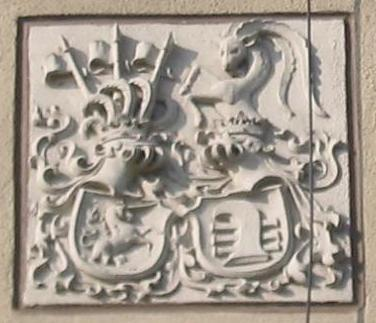
Allianzwappen der von dem Knesebeck und der Familie von Bredow am Gutshaus

In der Neuzeit war Löwenbruch im mehrfach wechselnden Besitz beziehungsweise Gutsbesitz verschiedener märkischer Uradels- und Adelsfamilien.
Urkunden aus den Jahren 1413, 1462 und 1472 nennen die Herren von Torgow auf Zossen als Besitzer des Dorfes, denen unter anderem auch Genshagen, Kerzendorf, Kleinbeeren, Rangsdorf und der heutige Berliner Ortsteil Steglitz gehörten. Johann von Torgow wurde 1413 durch Burggraf Friedrich VI. von Nürnberg (später Friedrich I. von Brandenburg) mit Hebungen aus dem Zoll zu Berlin und den genannten Dörfern belehnt. Für das Jahr 1535 gibt die Beelitzer Chronik Heinrich von Thümen zu Löwenbruch als Eigentümer an. Die Familie von Thümen saß einige Kilometer südwestlich von Löwenbruch im Thümenschen Winkel mit dem Hauptsitz Stangenhagen. Auch eine Quelle von 1545 spricht von den Thymen zu Löwenbruch.
Nach Theodor Fontane besaßen ferner die Familien von Otterstedt und von Boytin zwischenzeitlich das Dorf beziehungsweise das Gut. Hiltrud und Carsten Preuß gehen in ihren Ausführungen in Die Guts- und Herrenhäuser im Landkreis Teltow-Fläming hingegen davon aus, dass neben der Familie von Thümen und der Familie von Otterstedt zunächst die Familie von Spiel mit Löwenbruch belehnt war. Im 16. Jahrhundert kam der Thümensche Anteil an die Familie von Boytin.
1562 heiratete Huprecht von Otterstedt auf Löwenbruch Barbara von der Liepe. Als Ehegeld wurden 200 Taler festgesetzt. Die von Otterstedts waren im 17. Jahrhundert ferner Eigentümer des Nachbarorts Jühnsdorf, in dessen Kirche eine Grabtafel an die Familie erinnert. Die von Boytins sind in einer weiteren Quelle, ebenfalls für das 17. Jahrhundert, als die von Boytin zu Löwenbruch angeführt. Ein Vorfahr der Familie, Balthasar Boytin, war 1449/1450 Bürgermeister in Berlin und hatte eine bedeutende Rolle im Berliner Unwillen gespielt.
Im Dreißigjährigen Krieg starb mit Caspar von Boytin das Geschlecht aus. Sein Anteil ging an die Familie von Schlieben und von dort 1663 an die Familie von der Gröben, während der Anteil der Familie von Spiel im 17. Jahrhundert an die Familie von Wilmersdorf und schließlich an Ernst Ludwig von der Gröben ging. Der Otterstedtsche Anteil kam im Januar 1691 an Achaz von Alvensleben, der sich für den Bau einer Kirche einsetzte. Seine Nachkommen weihten im Jahr 1716 die noch heute stehende Kirche ein.

### Gutsherren 1749 bis 1945
Spätestens 1749 verkauften die von Alvenslebens das Gut an die Familie von der Gröben. Die Gröbens zählten zu den ältesten Teltow-Adelsfamilien und hatten um 1170, rund 15 Jahre nach der Gründung der Mark Brandenburg durch Albrecht den Bären, nach ihrer Einwanderung aus der Altmark das Kolonistendorf Gröben gegründet, das an der Nordspitze des Thümener Winkels liegt und heute gleichfalls als Ortsteil zu Ludwigsfelde gehört. 1750/1753 kam es im Zuge der Binnenkolonisation unter Friedrich II. zur Wiedergründung der Kolonie Damsdorf und zur Gründung der Kolonie Ludwigsfelde, die später zu Ludwigsfelde vereinigt wurden. Den Namen erhielt Ludwigsfelde nach dem damaligen Gutsherrn von Löwenbruch und Kurmärkischen Kammerpräsidenten Ernst Ludwig von der Gröben (1703–1773). Nach seinem Tod übernahm der jüngere der beiden Söhne, Erasmus, den Ort. Er gilt als Bauherr des Gutshauses, das zwischen 1796 und 1800 errichtet wurde. Die Vollendung erlebte Erasmus jedoch nicht mehr – er starb 1799, woraufhin das Gut an seinen älteren Bruder Karl Wilhelm von der Gröben überging, ein Major a. D. Nach seinem Freitod am 29. November 1805 erlosch der Mannesstamm dieser Familienunterlinie Golm-Bornstedt-Löwenbruch und über Elisabeth von der Gröben, verheiratet mit Wilhelm Leopold von dem Knesebeck (1735–1803) aus Karwe am Ruppiner See, kam der Ort an die altmärkische Uradelsfamilie Knesebeck und ging 1823 testamentarisch an Wilhelm von dem Knesebeck über. Er verpachtete das Gut und wohnte im benachbarten Jühnsdorf, das der Familie ebenfalls gehörte. Ihm folgte der Justizrat a. D. Eugen von dem Knesebeck (1801–1888). Der Besitz betrug zu jener Zeit 1029 ha. Dann übernahm dessen Sohn, der preußische Generalleutnant und Rechtsritter des Johanniterordens Lothar von dem Knesebeck (1837–1928). Kurz vor der großen Wirtschaftskrise, die auch alle kleinen und großen Landwirtschaftsbetriebe erreichte, hatte das Rittergut Löwenbruch 1065 ha. Dem Gutsbesitzer zur Seite stand als Verwalter der Administrator Fischer. Dies spricht dafür, dass ein Kreditgeber, zumeist der Ritterschaftsbank, einen Einfluss auf den Besitz ausübten. Achaz von dem Knesebeck (1867–1937) war Major in preußischen Diensten und ebenso im Johanniterorden. Letzter Gutsherr bis zur Bodenreform wurde Götz-Lothar von dem Knesebeck. Er machte sein Abitur auf dem Adelsinternat der Brandenburger Ritterakademie, studierte in Oxford mit dem Abschluss Bachelor Litterarum und übernahm das Gut 1937 bis 1939. Im Krieg diente Knesebeck als Hauptmann. Er übte verschiedene Berufe aus und eröffnete in den 1960er Jahren erfolgreich in Berlin eine Druckerei und einen Verlag.
Bis zur Enteignung in der Sowjetischen Besatzungszone 1945 blieb das Gut bei dieser Familie. 2012 erwarb Herneid von dem Knesebeck das Gutshaus Löwenbruch zurück und sanierte es.
Der Gedenkstein auf dem Dorfplatz vor der Kirche für die Gefallenen des Ersten Weltkriegs verzeichnet drei Familienmitglieder mit ihren Sterbeorten: Siegfrid von dem Knesebeck († 13. Juni 1915 in einem Krankenhaus in Breslau), Bernd von dem Knesebeck, († 8. September 1915 in der Nordsee) und Wolfgang von dem Knesebeck, († 3. April 1916 in Medweiler, Ob. Els.).

### Kriegsschauplatz 1813
Am 22. August 1813, am Tag vor der Schlacht von Großbeeren, fanden auf der Gemarkung Löwenbruchs Kämpfe zwischen der preußischen Landwehr und Truppen Napoleons statt. Nach mehrstündigen Gefechten, in denen die napoleonische Berlin-Armee Trebbin eroberte, zogen sich die Preußen nach Löwendorf zurück, später zum Lager beim Thyrower Damm. Die Löwendorf benachbarten Wietstocker Schanzen, auf denen preußische Soldaten der Division von Thümen zur Beobachtung stationiert waren, wurden den Angreifern im Verlauf der Auseinandersetzung kampflos überlassen.

## Löwenbruch heute

### Bevölkerungsentwicklung und Politik
Für 1927 verzeichnet das Adressbuch des Kreises Teltow für den Ort genau 274 Personen, für den damals noch eigenständigen Gutsbezirk 204 Personen. Löwenbruch gehörte bis zu dessen Auflösung im Jahr 1952 als eigenständige Gemeinde dem Landkreis Teltow an. Anschließend kam das Dorf zum Landkreis Zossen und im Dezember 1993 zum neu gebildeten Landkreis Teltow-Fläming. Seit dem 31. Dezember 1997 ist Löwenbruch ein Ortsteil der Stadt Ludwigsfelde. Die Bevölkerungszahl hat sich zwischen 1900 und 2007 fast halbiert. Noch 1900 wurden bei Zählungen der Ort Löwenbruch und der Gutsbezirk Löwenbruch getrennt geführt. Im Jahr 1910 hatte der Ort 234 und der Gutsbezirk 246, gesamt also 480 Einwohner. In den Jahren des Nationalsozialismus sank die Bevölkerungszahl des Ortes auf 368 im Jahr 1933 und weiter auf 344 im Jahr 1939. Am 14. November 2022 gab die Stadt Ludwigsfelde 289 Einwohner für Löwenbruch an.
An der Kommunalwahl 2019 nahmen von 229 wahlberechtigten Löwenbruchern 127 (= 55,76 %) teil, die ihre Stimmen wie folgt verteilten (gerundet): CDU 24 %, SPD 19 %, Bündnis 90/Die Grünen 13 %, Bauernverband Teltow-Fläming 13 %, Sonstige 31 %. Die Interessen des Dorfes vertreten ein Ortsbeirat und die Ortsvorsteherin Katja Wuscher.

### Dorfleben, Gemeinde, Wirtschaft

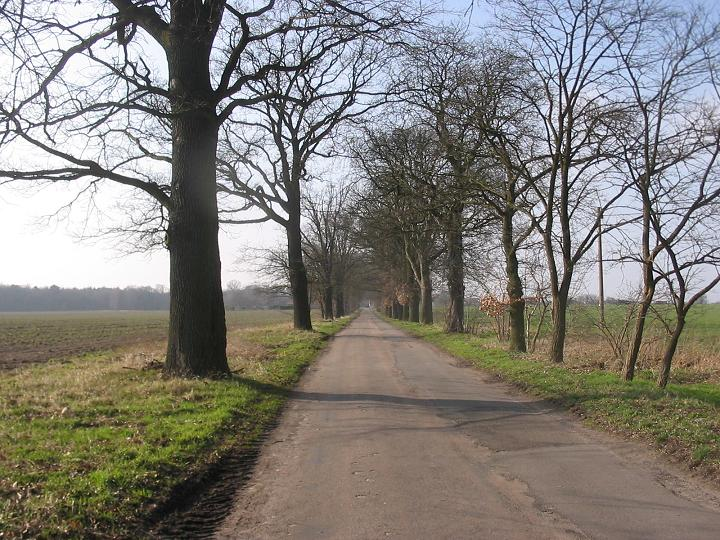
Allee zum Weinberg

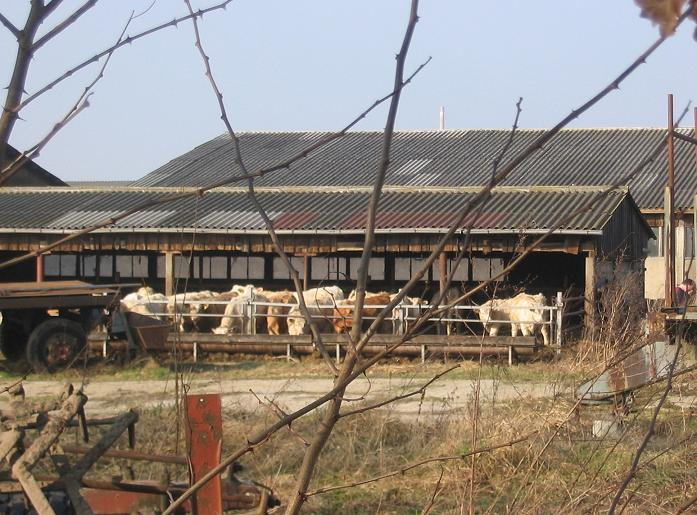
Agrargenossenschaft

Der Dorfkern Löwenbruchs an der alten Bundesstraße 101 bildet ein typisches Angerdorf mit einer Kirche auf dem Anger und ehemaligen Gehöften, die sich um den ovalen Platz gruppieren. Spätere Siedlungshäuser reihen sich entlang der Durchgangsstraße, sodass der Ort zu beiden Seiten des Zentrums den Charakter eines Straßendorfs annimmt. Ein weiteres, späteres Siedlungsgebiet liegt Richtung Ludwigsfelde am Weinberg. Löwenbruch hat keine Schule, die Kinder werden per Schulbus zur 4. Ludwigsfelder Grundschule gebracht. Eine Freiwillige Feuerwehr, 1935 gegründet, ist ansässig und verfügt über ein Feuerwehrhaus und einen hölzernen Schlauchturm. Das Gemeindehaus gegenüber der Kirche ist Sitz der Kirchengemeinde Löwenbruch-Groß Schulzendorf-Wietstock-Genshagen im Kirchenkreis Zossen des Sprengels Görlitz, Evangelische Kirche Berlin-Brandenburg-schlesische Oberlausitz.
Wie auf vielen Hügeln des Teltow und der Notte-Niederung wurden auch am Löwenbrucher Weinberg Reben kultiviert. Der Weinanbau der Region endete im 18. Jahrhundert, als mehrere aufeinanderfolgende sehr kalte Winter die Rebstöcke erfrieren ließen und die Einfuhr von Wein aus südlicheren Breiten die Kulturen unrentabel machte. 1929 bestanden im Ort nach den verfügbaren Angaben des Landwirtschaftlichen Adressbuchs sechs größere Bauernhöfe der Familien Behrend, Liebcke, Pasche, Pochstein, Siebeke und Walter, im Mittelwert um die 25 ha. Traditionell liegt der wirtschaftliche Schwerpunkt des Dorfes in der Landwirtschaft, die zu Beginn des 21. Jahrhunderts von der Agrargenossenschaft e. G. Löwenbruch/Kerzendorf dominiert wird, die über ausgedehnte Stallungen und eine Milchviehanlage verfügt.
Westlich der genossenschaftlichen Stallungen, die am Weinberg liegen, folgt das ausgedehnte, rund 80 Hektar umfassende Gewerbegebiet Preußenpark, dessen Bau am 1. November 1992 begonnen wurde. Der Preußenpark soll nach aktuellen Planungen (2007) der Stadt Ludwigsfelde auf der Löwenbrucher Gemarkung weit nach Nordosten bis zur Grenze des Landschaftsschutzgebietes ausgedehnt werden. Der Ortsbürgermeister Helmut Jokisch sprach sich mehrfach gegen diese Pläne aus, auch wenn die Investoren Ausgleichsmaßnahmen wie die Renaturierung der Löwenbrucher Oxidationsteiche in Aussicht stellen. Mit dem Gasthof & Pension „Zum Löwen“, der schon auf eine 125-jährige Tradition zurückblicken kann, und dem Landhotel, das über zwei Tagungsräume für Konferenzen und Seminare verfügt, hat Löwenbruch Anteil am touristischen Aufschwung im südlichen Berliner Umland. Ausgedehnte Wanderwege durch die Niederung bieten insbesondere ruhesuchenden Urlaubern Erholungsmöglichkeiten.

## Bauten
Bis zu Beginn des 21. Jahrhunderts stand in der ehemaligen Dorfstraße 34 ein denkmalgeschütztes Wohnwirtschaftsgebäude, das mittels dendrochronologischer Analysen (Kiefernholz) im Kernbau auf eine Bauzeit um 1701/1702 datiert wurde. Trotz seines Schutzstatus konnte der reine Fachwerkbau, der auf einem Fundament aus Feldsteinen stand, wegen seines irreparablen Zustands nicht erhalten werden. Das Brandenburgische Landesamt für Denkmalpflege und Archäologische Landesmuseum haben die Daten des mehrfach umgebauten Märkischen Mittelflurhauses mit Fotodokumenten, Skizzen und Beschreibungen gesichert. Seit dem Abriss des Mittelflurhauses ist die Kirche das älteste Gebäude im Ort.

### Dorfkirche
Die Dorfkirche Sankt Anna zu Löwenbruch ließ 1716 der Gutsherr Achatz von Alvensleben an Stelle eines Vorgängerbaus errichten. Sie steht auf dem ehemaligen Anger und ist von einem Friedhof umgeben. Die denkmalgeschützte Kirche ist ein verputzter Backsteinbau mit einem Satteldach. Der Turm wurde von der Vorgängerkirche übernommen und besteht im Eingangsportal aus Fachwerk, das heute verputzt ist. An zwei Pultdächern schließt sich ein Holzaufsatz an, auf dem ursprünglich ein sehr steiler und hoher Spitzturm saß. Der Spitzturm wurde 1805 durch ein abgeflachteres Zeltdach ersetzt.

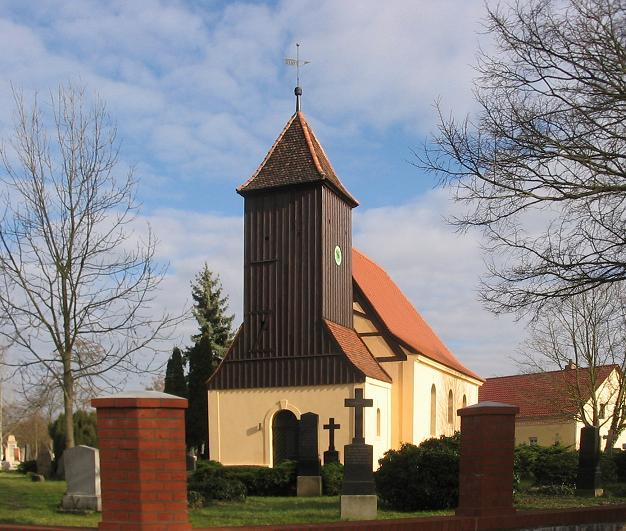
Kirche aus dem Jahr 1716

Die Innenausstattung stammt zu großen Teilen aus der Bauzeit. Dazu zählen das Gestühl, die Dreiseitempore und die Herrschaftsloge für die Gutsherren. Diese Patronatsloge ist mit Schiebefenstern ausgestattet und durch einen separaten Patronatseingang und über eine Treppe direkt von außen erreichbar. Der für die Region vergleichsweise reichhaltig geschmückte Kanzelaltar aus dem Jahr 1719 zeigt im linken und rechten Gesprenge die Familienwappen der von der Gröbens und von Thymens. Im Zentrum steht die Darstellung des Abendmahls in evangelischer Tradition. Der Kanzelkorb stellt die vier Evangelisten und Martin Luther dar. Die hölzerne Taufe aus dem Jahr 1670 verzeichnet neben der Jahreszahl unter anderem die Initialen von Balzer Ernst von der Gröben und Dorothea Sybille von Thümen. Der Deckel kann mit einem Seil durch eine Öffnung in der Kirchendecke, die als Fegefeuer gestaltet ist, hochgezogen werden. Die Namenspatronin der Kirche ist in einer Holzfigurengruppe als Anna selbdritt dargestellt. Rechts vor dem Altar befindet sich das Grab des Namensgebers von Ludwigsfelde, Ernst Ludwig von der Gröben.

### Gutshaus
Das erste nachweisliche Herrenhaus in Löwenbruch bestand aus Fachwerk und diente zuletzt u. a. als Witwensitz, es ist in den 1930er Jahren abgängig geworden. Das neuere, heutige, denkmalgeschützte Gutshaus Löwenbruch, hatte Erasmus von der Gröben zwischen 1796 und 1800 bauen lassen. Bereits 1805 ging es an die von dem Knesebeck über, die es bis 1945 besaßen. Das Haus stand zu Beginn des 21. Jahrhunderts leer und war zu dieser Zeit im Besitz der Stadt Ludwigsfelde. 2011 kauften die Nachfolger der von dem Knesebeck das Haus zurück; anschließend wurde das Gebäude originalgetreu restauriert. Das Gutshaus liegt etwas zurückgesetzt von der ehemaligen Dorfstraße/Bundesstraße 101 hinter einer Wiese, in deren Mitte ein Mühlradsockel steht. Der Portalbereich des Hauses ist dreistöckig, an den sich zu beiden Seiten ein zweistöckiger Bereich anschließt. Rechts folgt ein gleichfalls zweistöckiger Seitenflügel. Seine Front ist zur Straße ausgerichtet. Zu beiden Seiten des Mittelfensters des dritten Stocks im Portalbereich sind je ein ornamentales Familienwappen in der hellgrau verputzten Außenwand angebracht.
In dem Haus führte Theodor Fontane bei seinen Recherchen in der Mark Gespräche und widmete dem Dorf daraufhin in den Wanderungen durch die Mark Brandenburg das Kapitel Löwenbruch. Seine Eindrücke hielt der Schriftsteller wie folgt fest (Auszug):

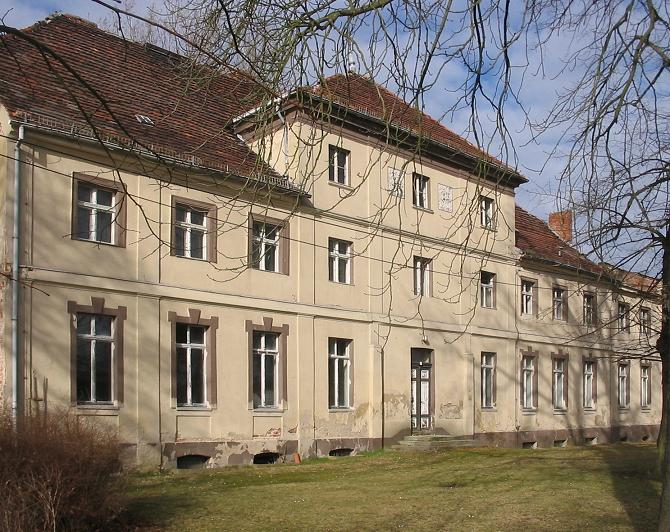
Herrenhaus

„Eine Meile hinter Großbeeren, seine hochgelegenen fruchtbaren Äcker an einem Stück Bruchland entlangziehend, liegt das Dorf Löwenbruch. […]

Wir sitzen im Herrenhaus zu Löwenbruch.

Die Türe des Gartensaals steht offen und Duft und Frische dringen ein. Die Sonne scheidet eben und nur ein roter Streifen liegt noch über dem Schwarzgrün der Edeltannen. Alles ist sabbatstill und geräuschlos zieht ein Schwarm Tauben durch die Luft. Erdbeerschalen schmücken den Tisch und lachen uns an, heiter und behaglich fließt das Gespräch. Aber auch das, was uns umgibt, führt seine Sprache. Jegliches, was seit Jahrhunderten hier war und wuchs, es ist nicht tot, es lebt […]. Auf dem Tische vor uns steht ein Serpentinenkrug, der das Wappen der von Otterstedts auf seinem Silberdeckel trägt; […]. Der letzte rote Streifen über den Tannen ist hin und das leise Singen des Kessels im Nebenzimmer kündet uns die Teestunde. Niemand spricht mehr, aber es ist als flüsterten die Stimmen derer, die nicht mehr sind.“

## In Löwenbruch geborene Persönlichkeiten
- Erasmus Ludwig Friedrich von der Groeben (1744–1799), preußischer Generalmajor und Gesandter in Sankt Petersburg
- Friedrich (Ludwig) Reuter, auch Fritz R. (1848–1940), langjähriger evangelischer Missionar der Berliner Missionsgesellschaft unter den Lobedu in Transvaal[44]